# Cimarron (Nuovo Messico)
Cimarron è un villaggio degli Stati Uniti d'America, situato nello stato del Nuovo Messico, nella contea di Colfax.